# 6 юли
6 юли е 187-ият ден в годината според григорианския календар (188-и през високосна). Остават 178 дни до края на годината.

## Събития
- 1253 г. – Миндаугас е коронован за първи крал на Литва.
- 1415 г. – Ян Хус е изгорен на клада като еретик.
- 1483 г. – Ричард III е коронован за крал на Англия.
- 1538 г. – Сър Томас Мор е екзекутиран като предател поради противопоставянето му краля на Англия Хенри VIII да оглави Англиканската църква.
- 1609 г. – В Бохемия е обявено правото на свобода на вероизповеданието.
- 1785 г. – Доларът е обявен за национална валута на САЩ.
- 1868 г. – Четата на Хаджи Димитър и Стефан Караджа преминава река Дунав и навлиза в България край село Вардим.
- 1885 г. – Луи Пастьор прави първата ваксинация на човек, като спасява ухапано от бясно куче дете. Това бил 9-годишния елзасец Жозеф Майстер.
- 1919 г. – Първият полет през Атлантическия океан с английския самолет R34 завършва успешно с кацане в Ню Йорк.
- 1922 г. – Три български опозиционни партии се обединяват в коалицията Конституционен блок.
- 1928 г. – Прожектиран е първият напълно озвучен филм – Светлините на Ню Йорк на режисьора Браян Фой.
- 1940 г. – Военен съд в Тулуза задочно осъжда на четири години затвор лидера на Съпротивата генерал Шарл де Гол – по-късно президент на Франция.
- 1957 г. – Алтея Гибсон става първият чернокож атлет, който спечелва тенис шампионата Уимбълдън.
- 1964 г. – Малави обявява независимост от Обединеното кралство.
- 1966 г. – Държавата Малави е обявена за република с първи президент Хастингс Банда.
- 1967 г. – Нигерийската гражданска война: Нигерийската армия нахлува в Биафра, с което започва войната.
- 1973 г. – Английската рок група Queen издава първия си сингъл – Keep Yourself Alive.
- 1975 г. – След държавен преврат Коморските острови обявяват независимост от Франция.
- 1988 г. – Пожар на петролната платформа Пайпър Алфа в Северно море отнема живота на над 120 работници.
- 1990 г. – Петър Младенов подава оставка, като председател (президент) на Република България, след обществен натиск, заради изречената фраза „По-добре е танковете да дойдат“.
- 2005 г. – МОК избира Лондон за домакин на Летните олимпийски игри през 2012 г.
- 2013 г. – „Боинг 777“, който оперира като полет 214 на „Ейжиана Еърлайнс“, се разбива на международното летище в „Сан Франциско“, убива 3-ма и ранява 181 от 307-те души на борда.

## Родени
- 1781 г. – Джон Слоут, американски офицер († 1867 г.)
- 1781 г. – Томас Стамфорд Рафълс, британски изследовател († 1826 г.)
- 1789 г. – Мария-Изабела Бурбон-Испанска, кралица на Двете Сицилии († 1848 г.)
- 1796 г. – Николай I, цар на Русия († 1855 г.)
- 1818 г. – Адолф Андерсен, немски шахматист († 1879 г.)
- 1819 г. – Ернст Вилхелм фон Брюке, германски физиолог († 1892 г.)
- 1824 г. – Павел Зотов, руски офицер († 1879 г.)
- 1832 г. – Максимилиан I, Император на Мексико († 1867 г.)
- 1833 г. – Александър Пушкин, руски генерал († 1914 г.)
- 1838 г. – Ватрослав Ягич, хърватски славист († 1923 г.)
- 1844 г. – Иван Гюзелев, български просветен деец († 1916 г.)
- 1859 г. – Вернер фон Хейденстам, шведски писател, Нобелов лауреат през 1916 († 1940 г.)
- 1861 г. – Радой Сираков, български военен деец († 1921 г.)
- 1863 г. – Реджиналд Маккена, британски политик († 1943 г.)
- 1874 г. – Джоузеф Томпсън, американски психоаналитик († 1943 г.)
- 1876 г. – Стефан Стефанов, български политик, индустриалец († 1945 г.)
- 1877 г. – Петър Раков, български революционер († 1907 г.)
- 1879 г. – Агрипина Ваганова, руска балерина († 1951 г.)
- 1880 г. – Ангел Георгиев, български революционер († ? г.)
- 1881 г. – Стоян Атанасов, български книгоиздател († 1964 г.)
- 1883 г. – Григор Василев, български политик († 1942 г.)
- 1886 г. – Марк Блок, френски историк († 1944 г.)
- 1897 г. – Максимилиан фон Еделсхайм, германски офицер († 1994 г.)
- 1898 г. – Ханс Айслер, немски и австрийски композитор, обществен деец, професор († 1962 г.)
- 1899 г. – Асен Суичмезов, български общественик († 1978 г.)
- 1903 г. – Илия Петров, български художник († 1975 г.)
- 1907 г. – Фрида Кало, мексиканска художничка († 1954 г.)
- 1913 г. – Адам Лиментани, английски психиатър († 1994 г.)
- 1913 г. – Живко Ошавков, български социолог († 1982 г.)
- 1919 г. – Осуалдо Гуаясамин, еквадорски художник и скулптор († 1999 г.)
- 1921 г. – Нанси Рейгън, първа дама на САЩ (1981 – 1989) († 2016 г.)
- 1923 г. – Войчех Ярузелски, президент на Полша († 2014 г.)
- 1924 г. – Серж Льоклер, френски психоаналитик († 1994 г.)
- 1925 г. – Бил Хейли, американски рок музикант († 1981 г.)
- 1927 г. – Джанет Лий, американска актриса († 2004 г.)
- 1928 г. – Джордж Дьокмеджиян, американски политик († 2018 г.)
- 1929 г. – Тончо Жечев, български литературен критик († 2000 г.)
- 1930 г. – Тодор Стоянов (режисьор), български режисьор († 1999 г.)
- 1931 г. – Антонела Луалди, италианска актриса († 2023 г.)
- 1935 г. – Тензин Гяцо, Далай Лама XIV, Нобелов лауреат през 1989
- 1940 г. – Нурсултан Назарбаев, президент на Казахстан
- 1941 г. – Невена Мандаджиева, българска актриса
- 1942 г. – Георги Германов, български народен певец
- 1943 г. – Глигорие Гоговски, югославски политик († 2022 г.)
- 1944 г. – Бернхард Шлинк, германски професор по право и писател
- 1945 г. – Бърт Уорд, американски актьор
- 1945 г. – Дору Давидович, авиатор, писател и уфолог († 1989 г.)
- 1946 г. – Джордж Уокър Буш, 43-ти президент на САЩ
- 1946 г. – Силвестър Сталоун, американски актьор и режисьор
- 1947 г. – Антон Радичев, български актьор
- 1948 г. – Бодо Кирххоф, немски писател
- 1948 г. – Натали Бай, френска актриса
- 1948 г. – Уадийх Сааде, австралийски писател
- 1951 г. – Джефри Ръш, австралийски актьор
- 1953 г. – Ренета Инджова, министър-председател на България
- 1962 г. – Роман Кисьов, български поет и художник
- 1966 г. – Анатоли Кирилов, български футболист († 2009 г.)
- 1969 г. – Серафим Тодоров, български боксьор
- 1969 г. – Фернандо Редондо, аржентински футболист
- 1972 г. – Росица Анчева, български режисьор
- 1974 г. – Зе Роберто, бразилски футболист
- 1975 г. – Себастиан Рули, аржентино-мексикански актьор от теленовели
- 1975 г. – Фифти Сент, американски рапър
- 1977 г. – Макс Мирни, беларуски тенисист
- 1980 г. – Ева Грийн, френска актриса и фотомодел
- 1983 г. – Елис Гури, български борец
- 1997 г. – Георги Йомов, български футболист

## Починали
- 1189 г. – Хенри II, крал на Англия (* 1133 г.)
- 1249 г. – Александър II, крал на Шотландия (* 1198 г.)
- 1415 г. – Ян Хус, чешки революционер и религиозен реформатор (* 1369 г.)
- 1476 г. – Йохан Региомонтан, германски астроном (* 1436 г.)
- 1533 г. – Лудовико Ариосто, италиански поет (* 1474 г.)
- 1535 г. – Томас Мор, английски философ (* 1477 г.)
- 1553 г. – Едуард VI, крал на Англия (* 1537 г.)
- 1719 г. – Павел Йошич, български духовник (* 1699 г.)
- 1835 г. – Джон Маршал, американски държавник и юрист (* 1755 г.)
- 1854 г. – Георг Ом, немски физик (* 1789 г.)
- 1868 г. – Арсений Мартинов, български революционер (* 1843 г.)
- 1884 г. – Аполон Цимерман, руски офицер (* 1825 г.)
- 1893 г. – Ги дьо Мопасан, френски писател (* 1850 г.)
- 1895 г. – Стефан Стамболов, български революционер и държавник (* 1854 г.)
- 1899 г. – Ернесто Далгас, датски писател и философ (* 1871 г.)
- 1901 г. – Хлодвиг цу Хоенлое-Шилингсфюрст, немски държавник (* 1819 г.)
- 1903 г. – Александър Спирков, български революционер (* ? г.)
- 1904 г. – Абай Кунанбаев, казахски поет и писател (* 1845 г.)
- 1911 г. – Александра Йосифовна, велика руска княгиня (* 1830 г.)
- 1912 г. – Стефан Тинтеров, български поет (* 1885 г.)
- 1929 г. – Иван Хадживълканов, български революционер (* 1873 г.)
- 1932 г. – Кенет Греъм, британски писател, новелист (* 1859 г.)
- 1962 г. – Уилям Фокнър, американски писател, Нобелов лауреат през 1949 (* 1897 г.)
- 1963 г. – Борис Митов, български художник, син на Антон Митов
- 1971 г. – Луис Армстронг, американски джаз музикант (* 1901 г.)
- 1989 г. – Янош Кадар, министър-председател на Унгария (* 1912 г.)
- 1991 г. – Антон Югов, министър-председател на България (* 1904 г.)
- 1991 г. – Леон Черток, френски психиатър (* 1911 г.)
- 1995 г. – Азиз Несин, турски писател-сатирик (* 1915 г.)
- 1996 г. – Борис Китанов, български ботаник (* 1912 г.)
- 1999 г. – Михаил, глава на МПЦ (* 1912 г.)
- 1999 г. – Хоакин Родриго, испански композитор (* 1901 г.)
- 2000 г. – Владислав Шпилман, пианист и композитор (* 1911 г.)
- 2003 г. – Тянко Йорданов, български географ (* 1914 г.)
- 2005 г. – Клод Симон, френски писател, Нобелов лауреат през 1985 (* 1913 г.)
- 2006 г. – Йоахим Купш, немски писател (* 1926 г.)
- 2008 г. – Нона Мордюкова, съветска и руска киноактриса (* 1925 г.)
- 2009 г. – Василий Аксьонов, руски писател (* 1932 г.)
- 2009 г. – Робърт Макнамара, американски политик (* 1916 г.)
- 2020 – Енио Мориконе, италиански композитор (* 1928 г.)

## Празници
- ООН – Световен ден на целувката (отбелязва се от 1988 г.)
- България – Ден на Велинград (за 2013 г.) – Отбелязва се всяка първа събота на юли. С Решение 158 от 23 януари 1948 г. и Постановление 4 на Министерски съвет, обнародвано на 5 февруари 1948 г., селата Лъджене, Каменица и Чепино се обединяват в едно селище, обявено за град – Велинград
- Коморски острови – Ден на независимостта (1975 г., от Франция)
- Литва – Ден на държавността (от коронацията на първия крал на Литва Миндаугас през 1253 г.)
- Малави – Ден на независимостта (1964 г., от Великобритания) и Ден на републиката (1966 г.) – национален празник
- Перу – Ден на учителя
- Чехия – Ден на Ян Хус